# With Babies and Banners: Story of the Women's Emergency Brigade
With Babies and Banners: Story of the Women's Emergency Brigade (en español, Con bebés y pancartas: Historia de la Brigada Femenina de Emergencia) es un documental de 1979 dirigido por Lorraine Gray sobre la huelga de brazos caídos de General Motors entre 1936 y 1937. Fue nominada al premio Oscar como Mejor Largometraje Documental.

## Contexto
En 1936, los trabajadores de una fábrica organizaron una huelga de brazos caídos en General Motors en Flint, Míchigan, para protestar por las malas condiciones laborales y salariales. En respuesta a ello, las propias trabajadoras de la compañía y las mujeres emparentadas con estos trabajadores se organizaron en la Brigada Femenina de Emergencia con el fin de ayudar a los huelguistas y dar impulso a la causa.

## Producción
Combina imágenes de archivo con entrevistas para relatar el papel fundamental que desempeñaron las mujeres durante el movimiento obrero de Estados Unidos en la década de 1930. El documental de 1979 fue producido por el Women's Labor History Film Project.
Las cineastas, todas ellas mujeres, entrevistan a las principales implicadas: Genora Johnson Dollinger, Dellah Parrish, Nellie Besson Hendrix, Mary Handa, Babe Gelles, Helen Hauer, Lillian Hatcher, Laura Hayward y Teeter Walker. Cada una de ellas relata sus experiencias personales antes y durante la huelga, así como el modo en que sus acciones ayudaron a evolucionar el papel y la condición de la mujer en Estados Unidos.
La película fue una de las primeras en reunir material de archivo con entrevistas contemporáneas de los participantes y ayudó a impulsar una serie de películas sobre la historia de la izquierda y el movimiento obrero en los EE. UU. utilizando esta técnica. La película también fue importante para ayudar a visibilizar la historia de las mujeres estadounidenses activas en la esfera pública, sobre todo en acciones sindicales y laborales. Además fue innovadora por el hecho de haber sido producida y dirigida por mujeres.

## Reparto principal
- Genora Johnson Dollinger
- Delia Parish
- Nellie Besson Hendrix
- Mary Handa
- Babe Gelles
- Helen Hauer
- Liliian Hatcher
- Laura Hayward
- Teeter Walker[5]